# Замок Ламбей

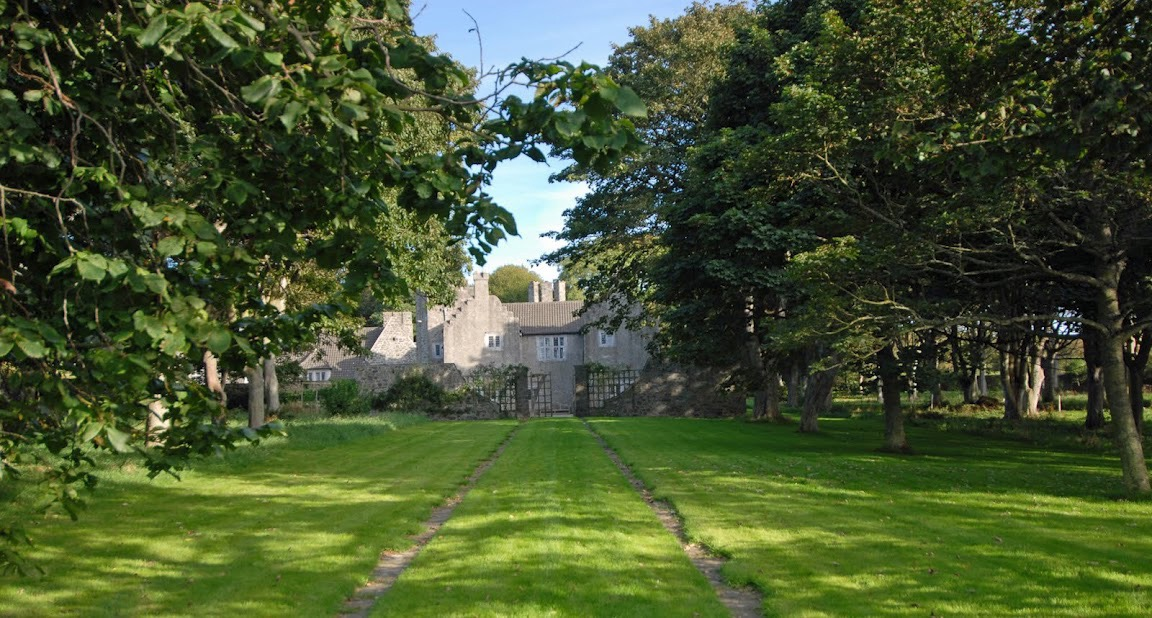
Замок Ламбей.

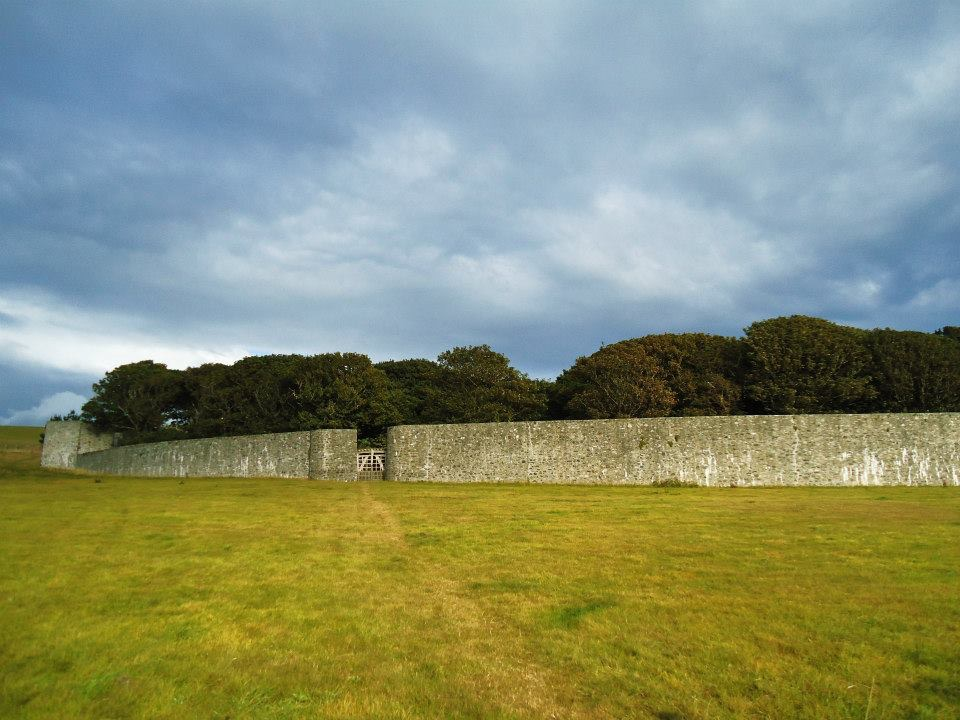
Стіна навколо замку Ламбей.

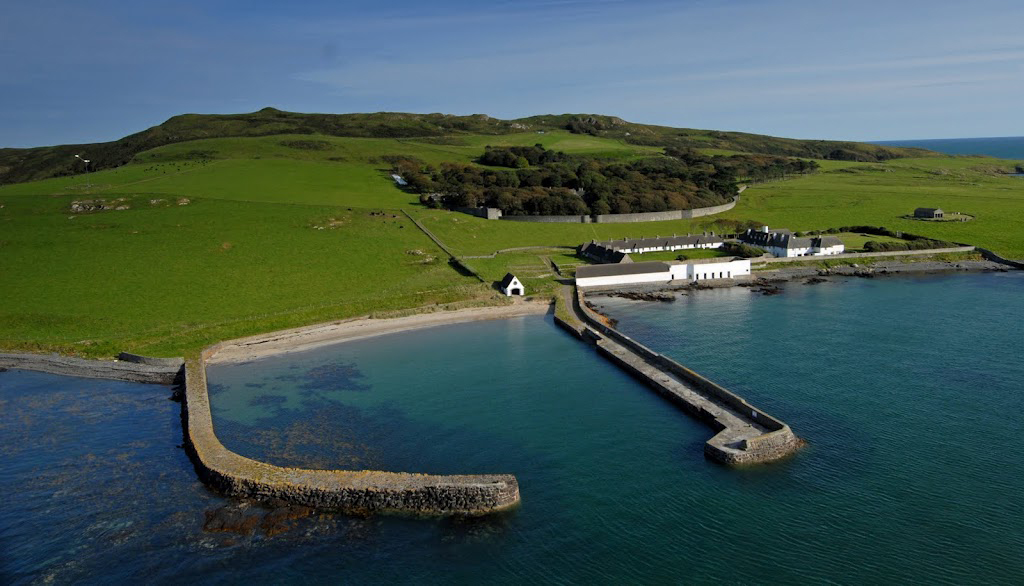
Гавань біля замку Ламбей.

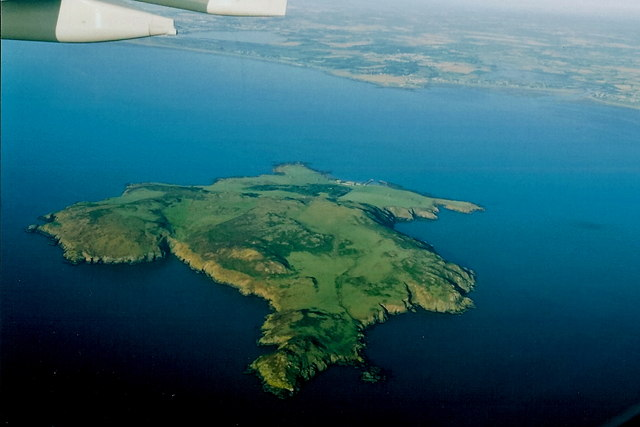
Острів Ламбей.

Замок Ламбей (англ. Lambay Castle, Castle Approach) — замок Апроач, замок Підходу — один із замків Ірландії, розташований у графстві Дублін, на острові Ламбей.

## Історія замку Ламбей

### Резиденція Сесіла Барінга
Це невеликий замок, збудований наприкінці XVI століття. Це форт із зубчастими фронтонами. До його будівництва на острові було укріплення XV століття. Ця фортеця булла згодом перетворена сером Едвіном Льютайнсом у романтичний замок для Його Високоповажності Сесіла Барінга — майбутнього ІІІ лорда Ревелсток. Барінг працював в Америці, закохався в дружину одного зі своїх шефів. Вона розлучилася з чоловіком і вийшла заміж за Барінга. Він купив острів Ламбей за £ 5250 в 1904 році для того, щоб втекти від світу з красивою молодою дружиною — Мод Луїзою Лоріллард — дочкою П'єра Лорілларда — першого американця, що виграв Епсом Дербі. Історія їх раннього життя на острові надихнула Джуліана Слейда на створення музичного твору «Вільний як повітря».
Льютайнс переробив старий форт у прекрасне житло, добудував житлові приміщення і кухні. Крім того, збудував круглу стіну навколо замку. Посадив сад. Стіна захищає дерева від вітру. Все зроблено з сріблястого сірого каменю. Кімнати замку мають склепіння стель і кам'яні стіни. Є кам'яні сходи, підземні галереї. Острів Ламбей відвідав Майкл Пауелл, що написав у замку сценарій до фільму «Чорний нарцис» (1947).
Льютайнс також збудував гавань, причал із вигнутими східчастими терасами, еліпсами, колами, що символізували цілісність. В архітектурному комплексі є ціла низка різних барокових символів.
Недалеко від гавані знаходиться Білий дім у формі підкови з невисокими дахами і білими стінами. Льютайнс розробив цей будинок у 1930 році для дочки лорда Ревелстокав, той час як замок і острів були залишені тільки сину Барінга — Руперта Барінга. На невеликій скелі біля Білого дому є стара католицька каплиця, з портиком та кам'яними колонами (теж побудоване Лютайнсом) і склепінчастою стелею. Усередині знаходяться різні релігійні символи і артефакти, зроблені членами сім'ї, у тому числі в маленьке вікно з кольоровим склом.

### Від неоліту до вікінгів
Біля замку Ламбей були знайдені чисельні артефакти прадавньої історії. Біли знайдені кам'яні сокири часів неоліту і кар'єр для видобутку каменю часів неоліту. На острові біля замку є поклади цінного каменю — андезиту, ламбейського порфіру. Це місце — єдині знайдені в Ірландії кар'єр і майстерня кам'яних знарядь, де простежили всі стадії виробництва.
Давньогрецькі письменники Пліній і Птолемей знали про цей острів і назвали його Лімнус (лат. Limnus, Limni). Його ірландська назва — Реахра (ірл. Reachra), сучасна назва виникла під впливом вікінгів. Назва, ймовірно, означає, що це місце куди відправляли самок овець для виведення приплоду — на острові не було хижаків.
Археологи виявили низку поховань залізної доби на острові в 1927 році під час робіт по розбудові замку та гавані. Знахідки включали низку романо-бритських артефактів, що дозволяють стверджувати про переселення бритів в Ірландію під час завоювання Британії Римською імперією в 71—74 роках.
Святий Колумба заснував поселення монахів на острові Ламбей близько 530 року. Острів став одним із перших місць нападу вікінгів на Ірландію. Під час цього набігу вікінгів були розграбовані церква і монастир. Це сталося близько 795 року. Розкопки виявили залишки церкви тих часів.
Сітрік — король вікінгів невеликого королівства Дублін, підтримав церкву на острові Ламбей. У 1181 році принц Англії Джон дарував острів Ламбей архієпископам Дубліна. Це було підтверджено королем Едуардом ІІІ в 1337 році і королем Річардом ІІ в 1394 році. Пізніше архієпископ передав орендну плату з острова Ламбей черницям Грейс Дьє для утримання їх монастиря і школи.

### Форт XV—XVIII століть
У 1467 році королівство Англія ухвалило рішення, що граф Вустер — лорд-заступник Ірландії має побудувати на острові Ламбей замок для захисту володінь Англії від іспанців, французів та шотландців. Вустер платив архієпископу Дубліна 40 шилінгів у рік, і хоча замок збиралися будувати, судячи по всьому він так і не був побудований.
Після Реформації архієпископ Браун надав острів Ламбей Джону Чаллонеру за орендну плату £ 6 фунтів 13 шилінгів 4 пенси за умови, що Чаллонер протягом шести років побудує село, замок і гавань в інтересах рибалок і як захист від контрабандистів. Він повинен був жити на острові Ламбей «із колонією чесних людей». Він був дуже активною людиною і намагався зробити все можливе, щоб господарство на острові було прибутковим, він добував на острові мідь і срібло в копальнях.
Родині Чаллонер острів Ламбей належав і в єлизаветинську епоху, але в 1611 році острів було надано серу Вільяму Ашеру і його спадкоємцям. Джеймс Ашер — пізніше англіканський архієпископ графства Арма, жив на острові Ламбей у 1626 році, але з 1650 року він був резидентом в Лондоні. Він був вельми шанованою Кромвелем людиною і був похований у Вестмінстерському абатстві. Родина Ашер володіла островом протягом 200 років. У XVII столітті на острові добували мідь, свинець, спрібло.
Під час війни з Вільямітами в Ірландії, острів використовувався як табір для полонених ірландських солдатів. Більше тисячі з них були ув'язнені там після битви під Авгрім у 1691 році, багато полонених померли тут від ран і голоду.

### ХІХ—ХХ століття
У 1805 році на правах оренди острів Ламбей був успадкований сером Вільямом Волселі, а в 1814 році острів придбала родина Талбот Малахайд. У 1860 році існуючі фермери були виселені з острова і замінені на англійських і шотландських орендарів.
Граф Джеймс Конседайн купив острів Ламбей у 1888 році, використовуючи острів для полювання. У свою чергу родина Барінг купила острів Ламбей у 1904 році протягом чи то за 5 000 чи то за 9 000 фунтів стерлінгів. Сесіл Барінг найняв сера Льютайнса для оновлення замку та острова, відбудови форту XV століття. Сесіл Барінг став лордом Ревелсток у 1929 році та помер у 1934 році. Він і його кохана дружина Мод Лорріллард поховані в сімейному мавзолеї на острові Ламбей разом зі своїм сином Рупертом Барінгом і онуками Джоном і Джеймсом Барінгом. Мавзолей, також розроблений Льютайнсом, є частиною кругової овальної стіни навколо замку і на ньому є вірші Сесіла написані в пам'ять про Мод, коли вона померла.
На острові було кілька корабельних аварій, один з найбільших — катастрофа корабля «Тайлер». Це один із найбільших торгових кораблів на той час, корабель налетів на скелі острова 21 січня 1854 року під час свого першого рейсу з Ліверпуля в Перт, Австралія і затонув. Загинуло 380 чоловік.